# Frédéric Schoendoerffer
Frédéric Schoendoerffer (Boulogne-Billancourt, 3 d'octubre de 1962) és un director, productor de cinema i guionista francès.

## Biografia
Frédéric Schoendoerffer és el fill gran de Pierre Schoendoerffer. És el germà de l'actor Ludovic Schoendoerffer. Està casat i és pare de tres fills.
Va començar en el món de l'audiovisual com a ajudant de direcció; va rodar el seu primer curtmetratge, Diabolique, a mitjans dels anys 80, i va continuar la seva carrera com a assistent el 1985 a la comèdia À nous les jeux, de Michel Lang. Després va ajudar el seu pare a Diên Biên Phu, la qual cosa el va animar a provar la seva primera experiència amb un mitjà de llargmetratge que havia quedat inèdit: La vie ne fait pas de cadeau. Després va entrar al món de la televisió, col·laborant en telefilms. Es va convertir en director de cinema el 1999, amb Scènes de crimes. Aquesta pel·lícula també va ser nominada al César a la millor primera pel·lícula durant la cerimònia del 26a cerimòniad els Premis César.

## Filmografia

### Director
- 2000 : Scènes de crimes
- 2004 : Agents secrets[2]
- 2007 : Truands
- 2009 : Braquo (sèrie de televisió)
- 2011 : Switch[3]
- 2014 : 96 heures
- 2016 : Le Convoi
- 2018 : Kepler(s), sèrie de televisió

### Productor
- 2007 : Truands
- 2011 : Switch

### Guionista
- 2000 : Scènes de crimes
- 2004 : Agents secrets
- 2007 : Truands
- 2011 : Switch

### Ajudant de director
- 1985 : P.R.O.F.S
- 1985 : À nous les garçons
- 1992 : Diên Biên Phu
- 1992 : Sabine j'imagine
- 1995 : Le Parasite
- 1997 : Le bonheur est un mensonge

### Actor
- 1985 : P.R.O.F.S, de Patrick Schulmann
- 2008 : MR 73, d'Olivier Marchal